# ATR 72
ATR - 72 là máy bay chở khách cấp vùng sử dụng 2 động cơ turboprop hoạt động trên những tuyến đường ngắn, được phát triển và sản xuất tại Pháp và Ý bởi ATR , 1 liên doanh hình thành giữa công ty hàng không vụ trụ Pháp Aérospatiale (Airbus ngày nay) và Tập đoàn hàng không Ý Aeritalia (Leonardo S.p.A hiện nay). Nó có tên "72" vì có thể chở 72 đến 78 hành khách với cấu hình một hạng.
Trong những năm 80, công ty hàng không vũ trụ Aérospatiale của Pháp và tập đoàn hàng không Ý Aeritalia đã hợp nhất công việc của họ trên một thế hệ máy bay cấp vùng mới. Vì mục đích này, 1 công ty thuộc sở hữu chung mới đã được thành lập với mục đích phát triển, sản xuất và tiếp thị chiếc máy bay đầu tiên của họ, sau này được đặt tên là ATR - 42. Vào ngày 16 tháng 8 năm 1984, kiểu máy bay đầu tiên của loạt, được chỉ định là ATR - 42 300, đã thực hiện chuyến bay đầu tiên của loại máy bay này. Vào giữa những năm 80, ATR - 72 được phát triển như một biến thể kéo dài của ATR - 42. Vào ngày 27 tháng 10 năm 1989, hãng hàng không Phần Lan Finnair trở thành hãng hàng không đầu tiên khai thác loại hình dịch vụ doanh thu. ATR - 72 cũng đã được sử dụng như 1 máy bay vận tải công ty, máy bay chở hàng và máy bay tuần tra hàng hải.
Đến nay, toàn bộ dòng ATR đều được hoàn thiện tại dây chuyền lắp ráp cuối cùng của công ty ở Toulouse, Pháp; ATR được hưởng lợi từ việc chia sẻ tài nguyên và công nghệ với Airbus SE, hãng tiếp tục nắm giữ 50% lợi ích trong công ty. Các phiên bản kế tiếp của ATR - 72 đã được phát triển. Các bản cập nhật điển hình đã bao gồm các hệ thống điện tử mới, chẳng hạn như buồng lái sử dụng màn hình và việc áp dụng các phiên bản động cơ mới hơn để mang lại hiệu suất nâng cao, chẳng hạn như tăng hiệu quả và độ tin cậy và giảm chi phí hoạt động. Loại máy bay này có nhiều điểm tương đồng với loại ATR - 42 nhỏ hơn, cũng vẫn đang được sản xuất.

## Lịch sử phát triển

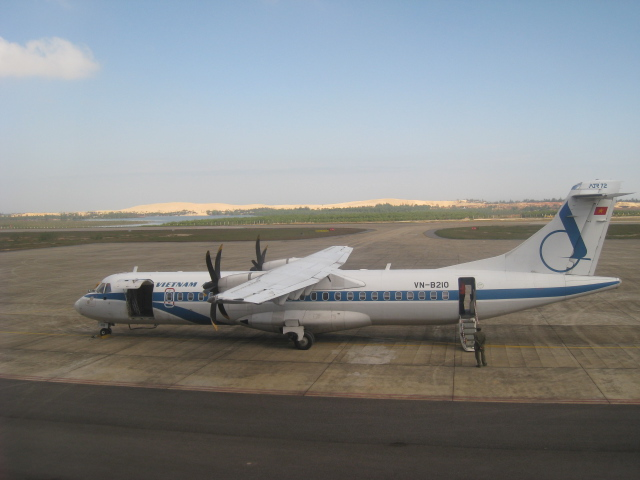
Một chiếc ATR - 72 500 của Vietnam Airlines tại Sân bay Đồng Hới, Đồng Hới, Quảng Bình.

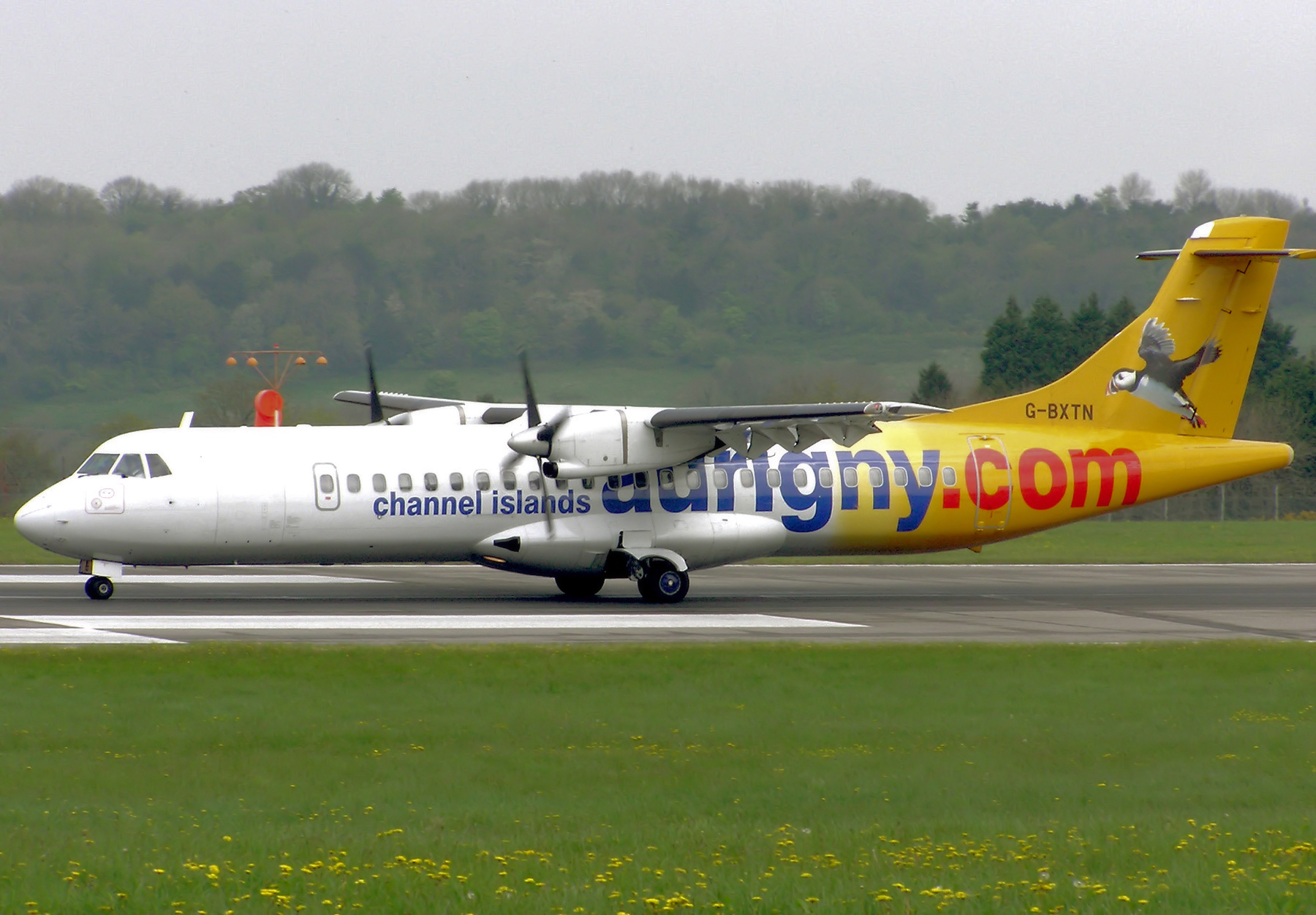
Aurigny Air Services ATR - 72 200 tại Sân bay Bristol.

ATR - 72 (Avion de Transport Régional) được phát triển từ ATR - 42. ATR đã kéo dài thân thêm 4,5 m, mở rộng sải cánh, lắp động cơ mạnh hơn và tăng dung tích bình chứa nhiên liệu thêm xấp xỉ 10%. Chiếc ATR - 72 đầu tiên được hoàn thành năm 1986 và thực hiện chuyến bay đầu tiên ngày 27 tháng 10 năm 1988. 1 năm sau đó, ngày 27 tháng 10 năm 1989, Finnair trở thành công ty đầu tiên đưa loại máy bay này vào phục vụ.
Tới tháng 12 năm 2007, tổng cộng 361 chiếc ATR - 72 đã được chuyển giao trên toàn thế giới, với 177 chiếc khác đang được đặt hàng.

## Biến thể
Có 3 biển thế chính của ATR - 72 đã được chế tạo.

### ATR - 72 200
ATR - 72 200 là phiên bản sản xuất đầu tiên, sử dụng động cơ Pratt & Whitney Canada PW124B với sức mạnh 2400 HP.

### ATR 72-210 (212)
ATR - 72 210, được American Eagle gọi là ATR - 72 212 là chiếc ATR - 72 200 với động cơ PW127 sức mạnh 2750 HP mỗi chiếc để tăng cường khả năng hoạt động trong điều kiện thời tiết nóng và độ cao lớn.

### ATR 72-500 (210A/212A)
Tên ban đầu là ATR - 7 210A và được American Eagle gọi là ATR - 72 212A, loại ATR - 72 500 là phiên bản cải tiến của ATR - 72 210 sử dụng cánh quạt 6 cánh trên các động cơ PW127F. Các cải tiến khác gồm trọng lượng tối đa cao hơn và tính năng bay tốt hơn, cũng như tăng khả năng hoạt động tự động giúp giảm số lượng công việc của phi công.

### Biến thể khác
ATR đã giới thiệu 1 phiên bản có cửa chở hàng cho ATR - 72 tại Farnborough 2002, cùng với 1 phiên bản dành riêng cho chở hàng. FedEx, DHL, và UPS đều có sử dụng phiên bản này.
1 phiên bản ATR - 72 500 chở VIP với nội thất xa xỉ cũng có mặt trên thị trường.
1 biến thể chống tàu ngầm (ASW) của ATR - 72 500 (là 1 phiên bản của biến thể tuần tra biển của ATR - 42 500) cũng đang được chế tạo và đã được Hải quân Thổ Nhĩ Kỳ lựa chọn làm cho nhiệm vụ ASW và chống tàu ngầm (ASuW). Tổng cộng 10 chiếc sẽ được chuyển giao cho Hải quân Thổ Nhĩ Kỳ tới năm 2010. Chiếc máy bay sẽ được trang bị các tên lửa không đối đất và thủy lôi cho các nhiệm vụ SuW và ASW. Chúng cũng được trang bị các hệ thống chiến tranh điện tử và trinh sát và cũng sẽ được dùng cho nhiệm vụ tìm kiếm và cứu hộ trên biển.

## Hãng điều hành chính
- Aer Arann (9)
- Aero Airlines (7)
- Air New Zealand (3)(8 cho thuê)[8]
- Air Dolomiti (8)
- Airlinair (7)
- Air Nostrum (7)
- Alitalia Express (10)
- American Eagle Airlines (39)
- Arkia (4)
- Atlantic Southeast Airlines (12)
- Bangkok Airways (9)
- Binter Canarias (13)
- Czech Airlines (4)
- Eurolot (8)
- Finncomm Airlines (4)
- Jat Airways (4)
- Jet Airways (8)
- Kingfisher Airlines (10)
- Mount Cook Airline (11)
- Olympic Airlines (7)
- TransAsia Airways (10)
- Trip Linhas Aéreas (6)
- Vietnam Airlines (16 ATR72-500 (2 đang cho Công ty bay dịch vụ hàng không thuê)
- Avianca

Khoảng 47 hãng hàng không khác cũng đang sử dụng ở số lượng nhỏ hơn.
Các công ty đặt hàng chính gồm: 
- Aer Arann (10)
- Air Deccan (27)
- Finncomm Airlines (7)
- Kingfisher Airlines (31)

## Tai nạn và sự cố
- Chuyến bay 4184 của American Eagle đâm xuống đất vì băng ngày 31 tháng 10 năm 1994 tại Roselawn, Indiana. Vụ tai nạn đã dẫn tới nỗ lực lớn nhằm giải quyết vẫn đề đóng băng khi bay cũng như việc sử dụng máy bay turbine cánh quạt của American Eagle tại những vùng địa lý riêng biệt.
- Chuyến bay 5401 của American Eagle lao xuống đất khi hạ cánh tại San Juan, Puerto Rico trong 1 nỗ lực bay vòng không thành công ngày 9 tháng 5 năm 2004. 17 người bị thương nhưng không ai thiệt mạng.
- Ngày 6 tháng 8 năm 2005, một chiếc ATR - 72 của Tuninter trên đường từ Bari, Italy tới Djerba, Tunisia đã lao xuống Địa Trung Hải cách 18 dặm ngoài thành phố Palermo. 16 trong số 39 người trên khoang thiệt mạng. Vụ tai nạn do hết nhiên liệu vì lắp đặt sai đồng hồ báo nhiên liệu ATR - 42 trên ATR - 72.
- Ngày 4 tháng 8 năm 2009, chuyến bay 266 của Bangkok Airways chở 72 người đã gặp nạn tại đảo Ko Samui, Thái Lan làm 1 phi công thiệt mạng và 41 hành khách bị thương trên tổng số 71 hành khách.
- Ngày 16 tháng 10 năm 2013, chuyến bay 301 của Lao Airlines từ Vietiane đến Pakse rơi xuống sông Mekong khi đang hạ cánh xuống sân bay Pakse. Toàn bộ hành khách và phi hành đoàn thiệt mạng.
- Ngày 21 tháng 10 năm 2013, một chiếc ATR - 72 của Vietnam Airlines từ Hải Phòng đến Đà Nẵng bị rơi lốp. Toàn bộ tổ bay và 41 khách đã rời khỏi máy bay an toàn. Chiếc máy bay này mang số hiệu đăng ký B - 219, xuất xưởng năm 2009, được Vietnam Airlines đưa vào khai thác ở Việt Nam từ ngày 13/10/2009. Ngày kiểm tra kỹ thuật định kỳ gần nhất của tàu bay này là 21/9/2013.
- Ngày 23 tháng 7 năm 2014, chiếc ATR - 72 mang số hiệu GE222 của hãng hàng không Đài Loan TransAsia Airways sau khi hạ cánh khẩn cấp bất thành tại sân bay Magong trên đảo Penghu (Bành Hồ), Đài Loan đã gặp nạn làm 51 người thiệt mạng.
- Ngày 4 tháng 2 năm 2015, máy bay ATR - 72 số hiệu GE 235 chở 58 người rơi xuống sông Cơ Long, Đài Loan.
- Ngày 18 tháng 2 năm 2018, máy bay ATR h  72 500 chở 66 người rơi xuống vùng núi hẻo lánh ở miền Trung của Iran.[9]
- Ngày 15 tháng 1 năm 2023, chuyến bay 691 của Yeti Airlines  đã bị rơi khi hạ cánh xuống Pokhara khiến tất cả 72 người trên máy bay tử vong. Đây là vụ tai nạn chết người nhất liên quan đến ATR - 72.[10]
- Ngày 9 tháng 8 năm 2024, chuyến bay 2283 của Voepass Linhas Aéreas của Brazil với chiếc máy bay ATR - 72 cất cánh từ Cascavel (bang Parana) đã bị rơi ở thị trấn Vinhedo. Toàn bộ 62 người trên máy bay đều tử vong.[11]

## Đặc điểm kỹ thuật
- Đội bay: 2
- Số chỗ: 72 - 90
- Tốc độ tối đa: 509 km/h
- Tầm hoạt động: 1.685 km
- Sải cánh: 27,1 m
- Chiều dài: 27,2 m
- Chiều cao: 7,7 m
- Hàng/hành lý: 10,6 m³
- Trọng lượng cất cánh tối đa: 22.500 kg
- Động cơ:
  - ATR 72-210: Pratt & Whitney Canada PW127 (1.850 kW) × 2

| Kích thước                        | ATR 42 | ATR 72 |
| --------------------------------- | --- | --- |
| Số chỗ                            | 44-50 | 72-90 |
| Tầm hoạt động khi chất tải tối đa | 640 nm (ATR 42-300) 870 hải lý (ATR 42-500) | 1697 km (ATR - 72 200) 1519 km (ATR - 72 210) 1537 km (ATR - 72 500)                                                          |
| Sải cánh                          | 24,57 m | 27,1 m |
| Chiều dài                         | 22,67 m | 27,2 m |
| Chiều cao                         | 7,59 m | 7,7 m |
| Trọng lượng cất cánh tối đa       | 16.700 kg (ATR - 42 300/320) 17.900 kg (ATR - 42 400) 18.600 kg (ATR - 42 500)                                                                                   | 21.500 kg (ATR 72-2XX) 22.500 kg (ATR 72-500)                                                                                 |
| Động cơ                           | Pratt & Whitney Canada 2 x PW120 @ 1800 SHP (ATR 42-300) 2 x PW121 @ 1900 SHP (ATR 42-320) 2 x PW121A @ 2000 SHP (ATR 42-400) 2 x PW127E @ 2160 SHP (ATR 42-500) | Pratt & Whitney Canada 2 x PW124 @ 2160 SHP (ATR 72-200) 2 x PW127 @ 2475 SHP (ATR 72-210) 2 x PW127F @ 2475 SHP (ATR 72-500) |

## Thông tin thêm
- Hành khách lên cửa sau (điều hiếm thấy với máy bay chở khách) vì cửa trước để chất hàng. Cửa hành khách và cửa hàng hóa trước thường nằm bên trái. Cửa hàng hóa sau nằm bên phải.
- Một thanh chống đuôi (tail strut) phải được sử dụng khi máy bay đậu trên mặt đất đề phòng trường hợp máy bay bị chổng mũi lên (dù rất hiếm). Chống đuôi chỉ được rút khi khách đã lên máy bay hết và được giữ trên máy bay trong suốt chuyến bay
- Máy bay ATR không có Động cơ phụ (APU), nhưng có 1 phanh cánh quạt thường được gắn ở động cơ bên phải. Phanh này được dùng trong một chế độ nổ máy gọi là "Hotel Mode". Ở chế độ Hotel mode, động cơ bên phải (động cơ số 2) hoạt động nhưng phanh, không cho cánh quạt quay. Mục đích chế độ này là để cấp điện cho máy bay điều hòa cho hành khách và tổ lái khi mà hệ thống điện và khí lạnh mặt đất đã được cắt. Thông thường khi khách đã lên gần hết thì cắt khí mặt đất và máy bay nổ Hotel mode. Lưu ý, ở chế độ này, động cơ hầu như không tạo lực đẩy vì cánh quạt không hoạt động.

Điều này giúp giảm nhẹ trọng lượng và chi phí cho 1 APU. Động cơ được khởi động định kỳ khi bảo dưỡng nhằm đảo bảo hao mòn đồng đều.

## Chủ đề liên quan
- Liên quan
  - ATR-42
- Máy bay tương tự
  - Antonov An-24
  - de Havilland Canada Dash 8
  - Dornier 328
  - Embraer EMB 120 Brasilia
  - Fokker F27 và F50
  - Saab 2000 và 340
  - Xian MA60
- Dãy
- Danh sách
- Xem thêm